# ベインブリッジ (原子力ミサイル巡洋艦)
ベインブリッジ（USS Bainbridge, DLGN-25/CGN-25）は、アメリカ海軍の原子力ミサイル・フリゲート（DLGN）。また1975年の類別変更以降はミサイル巡洋艦 (CG) に再分類された。原子力高速艦隊護衛艦のプロトタイプとして、1959年度計画で1隻のみ建造された。先行するリーヒ級を核動力化したような設計となっており、アメリカ海軍で3番目の原子力水上艦であるとともに世界初の駆逐艦型の原子力艦であった。建造費は1億6361万ドル。
艦名はウィリアム・ベインブリッジ代将に因む。その名を持つ艦としては4隻目。

## 来歴
アメリカ海軍は、1952年度計画で「ノーチラス」「シーウルフ」の2隻の原子力潜水艦を建造し、核動力の時代に突入した。また1955年8月17日にアーレイ・バーク大将が海軍作戦部長（CNO）に就任すると、原子力水上艦も推進されることとなり、1957年度で原子力ミサイル巡洋艦「ロングビーチ」、1958年度で原子力空母「エンタープライズ」が建造された。
「ロングビーチ」は、もともとは原子力ミサイル・フリゲート（DLGN）の構想を起源とするものの、結局、アメリカ海軍最後の重巡洋艦であるデモイン級に匹敵する大型艦となった。しかし艦型が小さく航続距離の短さに悩まされがちだった駆逐艦については核動力化の要望が根強く、特に大西洋艦隊駆逐艦部隊（DesLant）は、駆逐艦の核動力化こそ最優先の課題であると主張していた。1955年1月17日にジョン・ダニエル少将が駆逐艦部隊司令官に補されると、バーク大将に対して、原子力駆逐艦（DDN）の建造を熱烈に働きかけた。
これを受けて、1957年1月に予備研究が着手された。この研究では、大西洋艦隊が主張する線に沿ったDDNと、リーヒ級を元に核動力化したDLGNとが比較検討された。しかしまもなく、DDNは実現困難であると判断され、研究はDLGNに絞られた。これによって建造されたのが本艦である。

## 設計
上記の経緯より、船体設計はおおむねリーヒ級の発展型とされており、長船首楼型という船型も踏襲されている。ただし核動力機関は通常動力機関よりも出力で劣る一方、容積は大きく、所要人員は多く、おまけに重心の上昇にも繋がった。このため、艦内容積確保と復原性の改善、造波抵抗の軽減のため、船体は全長にして9.75メートル、幅にして1.42メートル拡大された。この結果、第二次世界大戦中の防空巡洋艦を上回る大型艦となった。またその後、AAW改修に際して、電子機器収容スペース確保のため、艦橋構造物には一層分の甲板室が増設され、後部にも大型の甲板室が新設された。なお核動力化に伴ってマック構造は廃止され、ラティス構造のマスト2本が設置されている。
原子炉としては、当初はレーダー哨戒潜水艦（SSRN）「トライトン」のS4Gと同系統の原子炉が検討されていたが、結局、ハイマン・G・リッコーヴァー提督の指導のもとで駆逐艦用の軽量原子炉として開発されたゼネラル・エレクトリック社のD2Gが2基搭載された。これは加圧水型原子炉で、熱出力は100～120 MWt程度と推測されており、以後の全ての原子力ミサイル・フリゲートおよびミサイル巡洋艦で踏襲された。
なお電源容量は14,500キロワットとされている。

## 装備

### C4ISR
3次元レーダーは、当初はリーヒ級と同じAN/SPS-39が搭載されていたが、後にAN/SPS-52に更新された。対空捜索レーダーはAN/SPS-37、対水上捜索用レーダーとしてはAN/SPS-10と、いずれもリーヒ級の構成がおおむね踏襲されており、前檣にAN/SPS-52とAN/SPS-10、後檣にAN/SPS-37のアンテナが設置された。
ソナーは、リーヒ級と同様、AN/SQS-23をバウ・ドームに収容して搭載した。
その後、リーヒ級と同様、1974年6月から1976年9月にかけてAAW改修が行われ、3次元レーダーはAN/SPS-48Cに更新されたほか、戦闘指揮所（CIC）には海軍戦術情報システム（NTDS）が導入されて自動化が図られた。また1983年10月から1985年4月にかけて、更にNTU改修が行われ、対空捜索レーダーはAN/SPS-49、対水上捜索レーダーもAN/SPS-67に更新されたほか、武器管制システム（WDS）もMk.14に更新された。

### 武器システム
武器システムも基本的にリーヒ級の構成が踏襲されており、艦の前後に、テリア・システムのMk.10 連装ミサイル発射機を1基ずつ、またその誘導のためのMk.76 ミサイル射撃指揮装置を2基ずつ配置するダブル・エンダー艦となった。艦首側にMk.10 mod.5、艦尾側にMk.10 mod.6を搭載しており、収容弾数はそれぞれ40発ずつであった。またここで用いられる艦対空ミサイルとしては、当初はテリアが用いられていたが、AAW改修によりSM-1ER、またNTU改修によりSM-2ERの運用に対応した。
艦砲として、当初は50口径76mm連装速射砲を搭載していたが、AAW改修の際に撤去された。しばらくはかわりに20mm機銃が設置されていたが、1978年から1979年にかけての改修の際に、ハープーン艦対艦ミサイルの4連装発射筒2基に換装された。またNTU改修の際に、ファランクス 20mmCIWSも搭載された。
対潜兵器としてはアスロック対潜ミサイルと324mm3連装魚雷発射管が搭載され、Mk.111水中攻撃指揮装置（UBFCS）による指揮を受けた。
またNTU改修の際に、電子戦装置はAN/SLQ-32(V)3電波探知妨害装置に換装されたほか、デコイ発射用のMk 36 SRBOCも搭載された。
なお艦尾甲板はヘリコプター甲板とされているが、格納庫はもたない。

### 兵装・電装要目
|          | 竣工時                                                  | NTU改修後                     |
| -------- | ------------------------------------------------------- | ----------------------------- |
| 兵装     | 50口径76mm連装速射砲×2基                                | Mk 15 20mmCIWS×2基            |
| 兵装     | Mk.10連装ミサイル発射機×2基 (テリア→スタンダードER SAM) |                               |
| 兵装     | －                                                      | ハープーンSSM 4連装発射筒×2基 |
| 兵装     | アスロックSUM 8連装発射機×1基                           |                               |
| 兵装     | 324mm3連装短魚雷発射管×2基                              |                               |
| FCS      | Mk.63 (砲用)                                            | －                            |
| FCS      | Mk.76×4基 (SAM用)                                       |                               |
| FCS      | Mk.111 (水中用)                                         |                               |
| C4I      | －                                                      | NTDS戦術情報処理装置          |
| C4I      | WDS Mk.11                                               | WDS Mk.14                     |
| レーダー | AN/SPS-39 3次元式                                       | AN/SPS-48C 3次元式            |
| レーダー | AN/SPS-37 対空捜索用                                    | AN/SPS-49 対空捜索用          |
| レーダー | AN/SPS-10 対水上捜索用                                  | AN/SPS-67 対水上捜索用        |
| ソナー   | AN/SQS-23 艦首装備式                                    | AN/SQQ-23 艦首装備式          |

## 艦歴

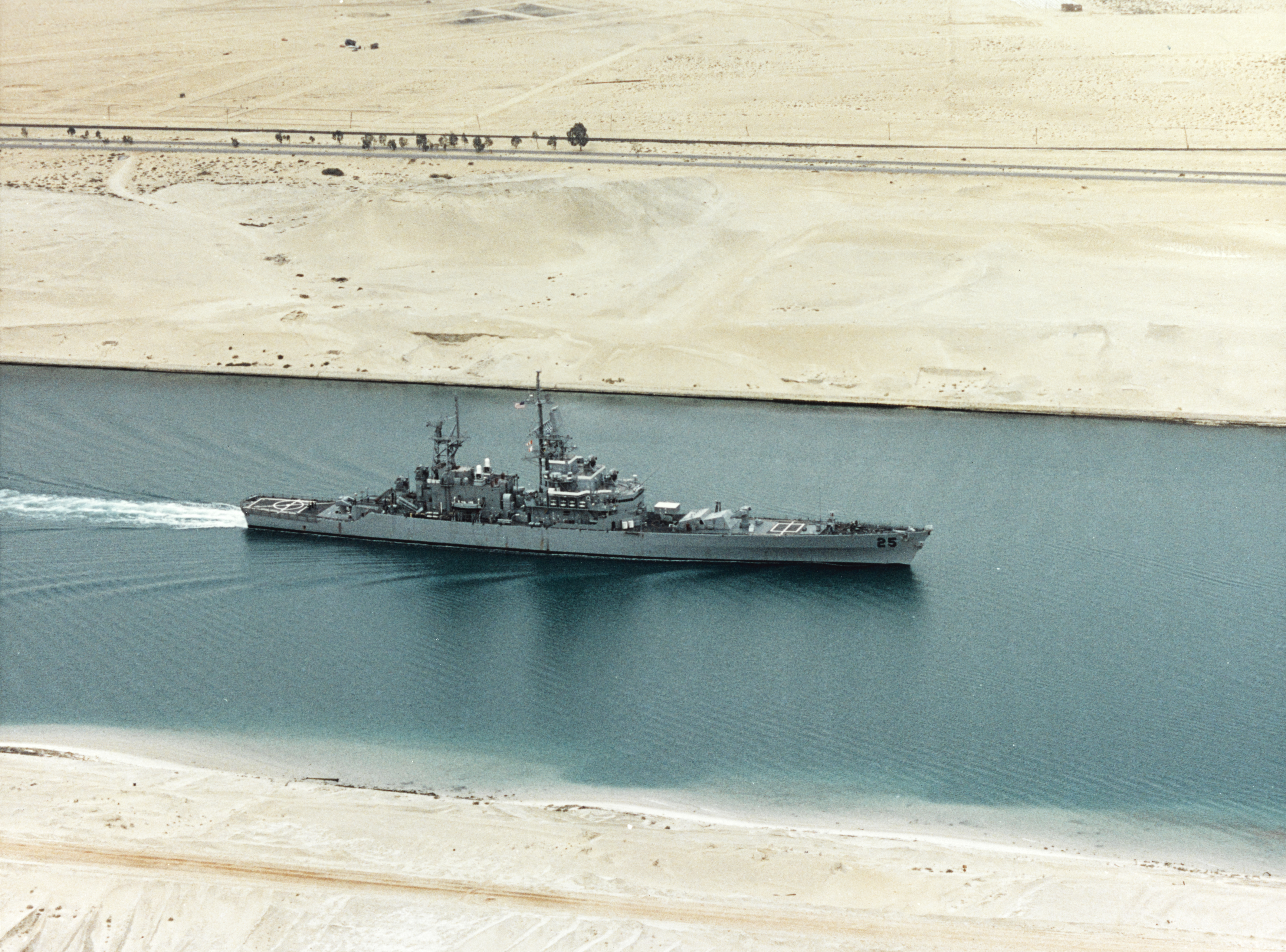
スエズ運河を通過するベインブリッジ

ベインブリッジは1959年5月5日にマサチューセッツ州クインシー、ベスレヘム・スチール社のフォアリバー造船所で起工し、1961年4月15日に進水、1962年10月6日に就役した。1963年2月までにカリブ海で慣熟航海を行い、翌年、原子力空母「エンタープライズ」、原子力ミサイル巡洋艦「ロングビーチ」らと第1原子力機動部隊 (Task Force 1) を編成し、7月31日からシー・オービット作戦に従事した。
1965年10月、ベインブリッジは第7艦隊のミサイル巡洋艦として11回目の航海で再び西太平洋から喜望峰をまわった。関係が悪化したベトナム近海に配置され、多数の作戦に従事した（ベトナム戦争）。ベインブリッジはレーダーピケット艦として航空母艦の前衛を担当し、捜索・救出作戦を行った。
6月に新しい母港であるカリフォルニア州のロングビーチに入港し、1966年から1967年、1969年、1970年、1971年、1972年から1973年と5回に渡ってベトナム戦争など極東で作戦に従事した。また、1970年にはインド洋にも航海した。
1967年から1968年にかけてベインブリッジはオーバーホール（解体検査）と最初の核燃料補給を実施した。1973年11月から極東での7回目の航海を行い、インド洋を通過してアラビア海まで入った。
ベインブリッジはオーバーホール、近代化改装など広範囲に渡る工事のため、1974年6月から1976年9月までドックに入渠した。1975年6月、工事中にフリゲートから巡洋艦 (CGN-25) に類別変更された。工事完了後は第7艦隊に配置され、1978年1月から8月まで担当地域内の日本、韓国、タイ、シンガポール、オーストラリアなどを訪れた。1979年から1980年、1981年、1982年から1983年、と西太平洋海域共同調査 (WestPAC) のツアーを3回こなした。また、その期間中にインド洋およびアラビア海で作戦行動も行った。1982年にベインブリッジはマージョリー・ステレット戦艦基金賞を受賞した。
1983年から1985年までベインブリッジは最後の核燃料を補給するオーバーホールを行い、スタンダードミサイルやCIWSなどの火器が増設された。その後、太平洋を去って、大西洋艦隊に編入され、パナマ運河を通過した。1986年から1987年までのカリブ海における麻薬密輸のパトロールを手始めに、1988年から1989年に紅海、ペルシャ湾で作戦行動に従事、1991年から1992年、地中海リビア沖で攻撃作戦に従事した。
1994年、大西洋艦隊の海上部隊旗艦となったが、その任務を最後に1995年10月、予備役の保管船としてモスボール状態となり、1996年9月に退役した。
1997年にベインブリッジはワシントン州ブレマートンのピュージェット・サウンド海軍造船所の乾ドックに入り、10月に原子力艦再利用プログラムに基づき解体が開始された。